# فرودگاه صحرایی ادمونتون/گویر
فرودگاه صحرایی ادمونتون/گویر (به انگلیسی: Edmonton/Goyer Field Aerodrome) یک فرودگاه خصوصی است که یک باند فرود چمن دارد و طول باند آن ۷۱۷ متر است. این فرودگاه در شهر ادمونتون کشور کانادا قرار دارد و در ارتفاع ۷۳۲ متری از سطح دریا واقع شده است.